# 皮氏鋸魴鮄
皮氏鋸魴鮄，為輻鰭魚綱鮋形目牛尾魚亞目角魚科的其中一種，分布於西大西洋區，從巴拿馬至巴西海域，棲息深度35-200公尺，體長可達15公分，為底棲性魚類，生活在沙石底質海域，屬肉食性。